# Governanta dos Filhos de França
A Governanta dos Filhos de França, por vezes também chamada Governanta das Crianças Reais (em francês:  Gouvernante des enfants royaux), era a encarregada pela educação dos filhos e netos do monarca. O titular do cargo era escolhido a partir de da nobreza da França com classificação mais alta. A governanta (em francês:  gouvernante) era auxiliada por várias sub-governantas (em francês:  sous-gouvernantes).

## Governantas dos Filhos de França

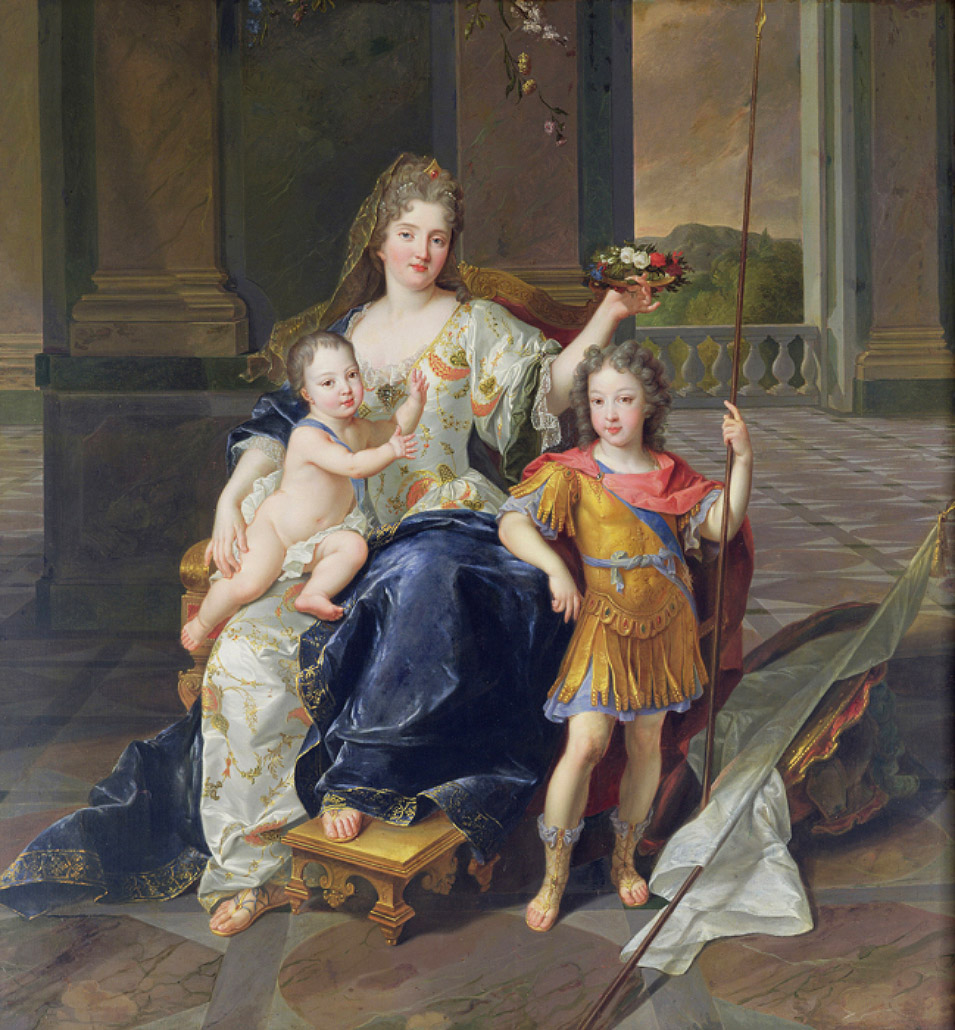
A Duquesa de La Ferté-Senneterre com o Duque de Anjou em seu colo e o Duque da Bretanha, François de Troy.

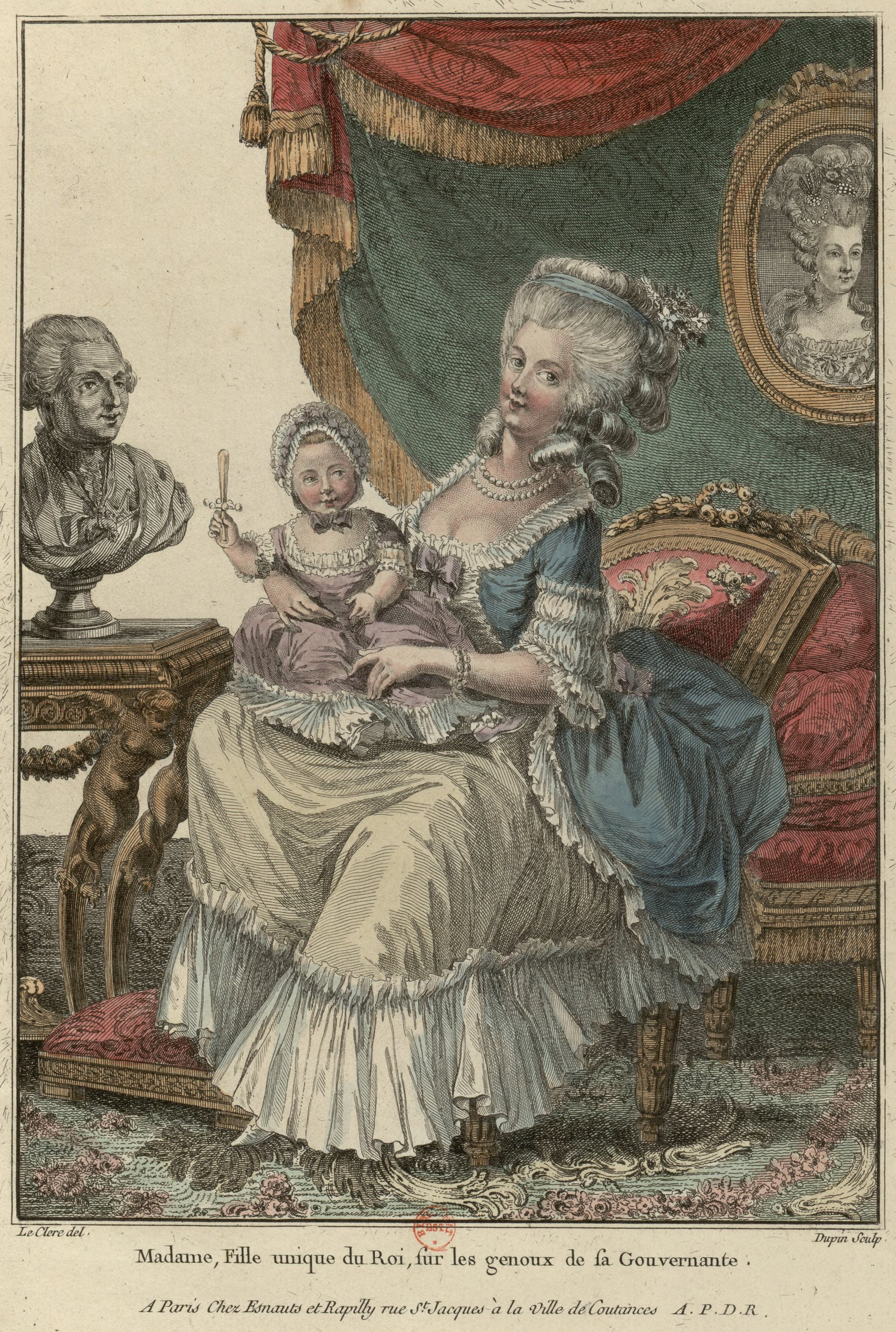
Gravura de Victoire de Rohan com Madame Royale detalhe uma pintura de Maria Antonieta, artista desconhecido.

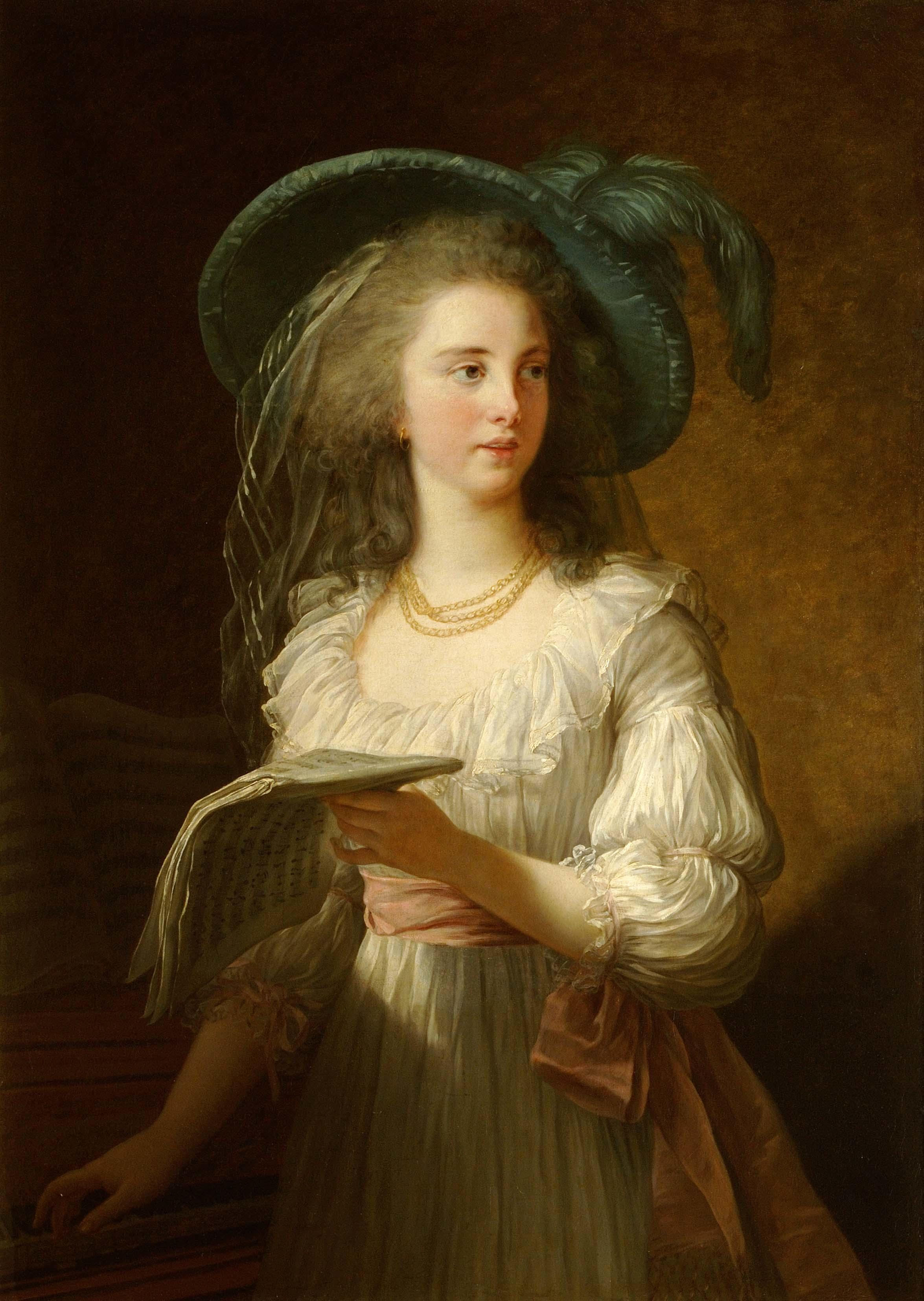
Yolande de Polastron, por Madame Vigée Le Brun.

### Filhos deFrancisco I
- Guilhermina de Sarbruque

### Filho deHenrique II
- Claude Catherine de Clermont (1543-1603), Duquesa de Retz.

### Filhos deLuís XIII
- Françoise de Lansac (1583-1657).

### Filhos deLuís XIV
- 1661-1672 : Louise de Prie, (1624-1709), Marquesa de Toucy, Duquesa de Cardona[1]
- 1669-1682 : Françoise d'Aubigné (1635-1719), Marquesa de Maintenon [2]

#### Filhos deLuís, Grande Delfim de França
- 1682-1691 : Louise de Prie, (1624-1709), Marquesa de Toucy, Duquesa de Cardona.

#### Filhos doDuque de Borgonha
- 1709-1710 : Marie Isabelle Gabrielle Angélique de La Mothe-Houdancourt (1654-1726), Duquesa de La Ferté-Senneterre[3]
- 1710-1735 : Charlotte de La Mothe-Houdancourt, (1651-1744), Duquesa de Ventadour[4]

### Filhos deLuís XV
- 1727-1735 : Charlotte de La Mothe-Houdancourt, (1654-1744), Duquesa de Ventadour.
  - Anne Julie de Melun , atuou como sous gouvernante para a Madame de Ventadour[5]
- 1735-1754 : Marie Isabelle de Rohan, (1699-1754), Duquesa de Tallard[6]

#### Filhos deLuís, Delfim de França
- 1735-1754 : Marie Isabelle de Rohan, (1699-1754), Duquesa de Tallard
- 1754-1776 : Marie Louise de Rohan, (1720-1803), Condessa de Marsan[7]

### Filhos deLuís XVI
- 1776-1782 : Victoire de Rohan, (1743-1807), Princesa de Guéméné[8]
- 1782-1789 : Yolande de Polastron, (1749-1793), Duquesa de Polignac.
- 1789-1792 : Louise Élisabeth de Croÿ, (1749-1832), Marquesa de Tourzel.

### Filhos deNapoleão I
- 1811-1815 : Louise Charlotte Françoise Le Tellier de Montesquiou., (1765-1835), Condessa de Montesquiou. [9]

### Filhos deLuís Filipe I
- 1773-1791 : Stéphanie Félicité du Crest de Saint-Aubin (1746-1830), Condessa de Genlis.